# William Camenzuli
William Camenzuli (Gżira, 11 febbraio 1979) è un ex calciatore maltese, di ruolo difensore.

## Carriera

### Nazionale
Ha collezionato 14 presenze con la propria Nazionale.

## Statistiche

### Cronologia presenze e reti in Nazionale
| Cronologia completa delle presenze e delle reti in nazionale ― Malta | Cronologia completa delle presenze e delle reti in nazionale ― Malta | Cronologia completa delle presenze e delle reti in nazionale ― Malta | Cronologia completa delle presenze e delle reti in nazionale ― Malta | Cronologia completa delle presenze e delle reti in nazionale ― Malta | Cronologia completa delle presenze e delle reti in nazionale ― Malta | Cronologia completa delle presenze e delle reti in nazionale ― Malta | Cronologia completa delle presenze e delle reti in nazionale ― Malta |
| Data                                                                 | Città                                                                | In casa                                                              | Risultato                                                            | Ospiti                                                               | Competizione                                                         | Reti                                                                 | Note                                                                 |
| -------------------------------------------------------------------- | -------------------------------------------------------------------- | -------------------------------------------------------------------- | -------------------------------------------------------------------- | -------------------------------------------------------------------- | -------------------------------------------------------------------- | -------------------------------------------------------------------- | -------------------------------------------------------------------- |
| 14-11-2001                                                           | Paola                                                                | Malta                                                                | 2 – 1                                                                | Canada                                                               | Amichevole                                                           | -                                                                    | 81’                                                                  |
| 9-2-2002                                                             | Ta' Qali                                                             | Malta                                                                | 2 – 1                                                                | Giordania                                                            | Amichevole                                                           | -                                                                    | 88’                                                                  |
| 11-2-2002                                                            | Ta' Qali                                                             | Malta                                                                | 1 – 1                                                                | Lituania                                                             | Amichevole                                                           | -                                                                    |                                                                      |
| 13-2-2002                                                            | Ta' Qali                                                             | Malta                                                                | 3 – 0                                                                | Moldavia                                                             | Amichevole                                                           | -                                                                    |                                                                      |
| 27-3-2002                                                            | Ta' Qali                                                             | Malta                                                                | 1 – 1                                                                | Andorra                                                              | Amichevole                                                           | -                                                                    |                                                                      |
| 17-4-2002                                                            | Ta' Qali                                                             | Malta                                                                | 1 – 0                                                                | Azerbaigian                                                          | Amichevole                                                           | -                                                                    |                                                                      |
| 21-8-2002                                                            | Skopje                                                               | Macedonia                                                            | 5 – 0                                                                | Malta                                                                | Amichevole                                                           | -                                                                    | 46’                                                                  |
| 12-2-2003                                                            | Ta' Qali                                                             | Malta                                                                | 2 – 2                                                                | Kazakistan                                                           | Amichevole                                                           | -                                                                    | 76’ 89’                                                              |
| 30-4-2003                                                            | Ta' Qali                                                             | Malta                                                                | 1 – 3                                                                | Slovenia                                                             | Qual. Euro 2004                                                      | -                                                                    | 70’                                                                  |
| 7-6-2003                                                             | Ta' Qali                                                             | Malta                                                                | 1 – 2                                                                | Cipro                                                                | Qual. Euro 2004                                                      | -                                                                    |                                                                      |
| 19-8-2003                                                            | Esch-sur-Alzette                                                     | Lussemburgo                                                          | 1 – 1                                                                | Malta                                                                | Amichevole                                                           | -                                                                    |                                                                      |
| 10-9-2003                                                            | Antalya                                                              | Israele                                                              | 2 – 2                                                                | Malta                                                                | Qual. Euro 2004                                                      | 1                                                                    | 34’                                                                  |
| 14-2-2004                                                            | Ta' Qali                                                             | Malta                                                                | 0 – 0                                                                | Moldavia                                                             | Amichevole                                                           | -                                                                    | 46’                                                                  |
| 1-3-2006                                                             | Ta' Qali                                                             | Malta                                                                | 0 – 2                                                                | Georgia                                                              | Amichevole                                                           | -                                                                    | 46’                                                                  |
| Totale                                                               |                                                                      | Presenze                                                             | 14                                                                   |                                                                      | Reti                                                                 | 0                                                                    |                                                                      |